# Gymnasium Veitshöchheim
Das Gymnasium Veitshöchheim ist ein Gymnasium in Veitshöchheim im Landkreis Würzburg.

## Geschichte
Es wurde am 12. September 2000 zum Schuljahresbeginn 2000/2001 fertiggestellt.
Im Jahr 2009 hat die Schule ca. 800 Schüler, die mit ca. 300 Schülern zum größten Teil aus Veitshöchheim selbst, aber auch aus Güntersleben (ca. 110 Schüler), aus Rimpar (ca. 100), Thüngersheim (ca. 50) und Margetshöchheim (ca. 50), Zell (ca. 35) und Würzburg (ca. 30) kommen.
Seit 2003 gab es Notebook-Klassen, welche auf Grund von mäßiger Nachfrage nicht mehr angeboten werden.

## Partnerschaften
Partnerschulen bestehen in Frankreich in Merdrignac in der Bretagne, in Santa Cruz, Bolivien mit der Deutschen Schule Santa Cruz, in Spanien und in Faribault, Minnesota mit der Faribault High School.

## Schulverfassung
In den Jahren 2000–2002 wurde eine Schulverfassung von verschiedenen Mitgliedern der Schulfamilie erarbeitet und von der Schulgemeinschaft verabschiedet. Die wichtigsten Elemente sind die Freiheit von seelischer und körperlicher Gewalt, der rücksichtsvolle Umgang der Mitglieder der Schulgemeinschaft, Toleranz sowie das Recht auf motivierenden, ungestörten Unterricht.

## Projekte, Arbeitskreise und Wahlunterricht
- Die Schule nahm am Schulversuch „Digitale Schule 2020“ teil. Als Netzwerkschule ist sie eine von zwölf bayerischen Schulen und das einzige unterfränkische Gymnasium.[6] Aufgrund der besonderen Situation durch Corona ging der Schulversuch im Schuljahr 2020/21 in die Verlängerung.

- Die Schule hat am Projekt MODUS21 teilgenommen. Dabei wurden neue Formen der Leistungserhebung getestet, besonderes Augenmerk auf das Erarbeiten, Fixieren und Prüfen von Grundwissen gelegt sowie fächerübergreifende Projekte realisiert.

- Von September 2004 bis Juli 2007 hat das Gymnasium Veitshöchheim am Comenius-Programm der Europäischen Union als koordinierende Schule teilgenommen. Partner waren das Istituto Professionale Statale per i Servizi Commerciali, Turistici e della Pubblicità „Antoinetta De Pace“ in Lecce/Italien, das Kandavas K. Milenbaha vidusskola in Kandava/Lettland, das private Gymnasium und Realgymnasium der Armen Schulschwestern von Unserer Lieben Frau in Wien/Österreich und die Grup Scolar Industrial „Dragomir Hurmuzescu“, Medgidia – in Constanța/Rumänien. Durch die Vermittlung von programmspezifischen Kenntnissen und Hilfe bei der Übersetzung der einzelnen Programme in die entsprechende Landessprache konnte das Gymnasium Veitshöchheim einen Beitrag zur Verbesserung der Unterrichtsqualität in den anderen Schulen leisten.
- Die Jongliergruppe „Drunter und Drüber“ führt alle zwei Jahre ein abendfüllendes Varieté auf. Sie nahm 2006 am Wettbewerb Sportaculum teil. Seit Mai 2014 können Abzeichen in Bronze, Silber, Gold und Platin durch das Ablegen einer praktischen Prüfung erlangen.[7]
- Die Schülerzeitung „Mainung“ wurde beim Wettbewerb des Ministerialbeauftragten für Unterfranken im Schuljahr 2007/08 als viertbeste Zeitung ausgezeichnet[8]. Beim Fränkischen Schülerzeitungswettbewerb der Nürnberger Nachrichten und der Jungen Presse Bayern e.V. (JPB) gewann „Mainung“ 2009 in der Kategorie Gymnasium für „kritischen Journalismus“ den 3. Platz.[9]
- Bei dem Lesescout-Projekt handelt es sich um ein im Jahre 2008 gegründetes lokal-regionales Lesenetzwerk des Gymnasiums Veitshöchheim, das aktive Leseförderung betreibt. Im Rahmen dieses Lesenetzwerks besteht die Möglichkeit, das Zertifikat „Kompetenznachweis Kultur“ zu erwerben.
- Die „offene Ganztagesschule“ bietet den Schülern die Möglichkeit, den ganzen Tag in der Schule zu verbringen.
- Es ist als erstes Gymnasium im Raum Würzburg ein autorisiertes Prüfungszentrum für die ICDL[10].
- Seit dem Schuljahr 2007/2008 ist die Schule im Arbeitskreis Lehren und Lernen in Notebook-Klassen vertreten.[11]
- Kürzlich hat sich das Gymnasium maßgeblich am Stolpersteine Projekt in Veitshöchheim beteiligt, in dessen Rahmen zur Erinnerung an die Opfer des Nationalsozialismus 15 Stolpersteine verlegt wurden. Schüler und Lehrer des Gymnasiums haben sich über ein Jahr intensiv mit zwei Opfern und der NS-Zeit befasst und haben ein Programm mit Lyrik, Musik und Informationen zusammengestellt, das am 27. September 2009 unter dem Titel „Abend der Erinnerung“ in dem Sitzungssaal des Rathauses Veitshöchheim aufgeführt wurde.[12]
- Im Wahlunterricht steht unter anderem auch Japanisch zur Auswahl.[13]
- Das Gymnasium ist eine Schule ohne Rassismus – Schule mit Courage.

## Räume und technische Ausstattung
Das Gymnasium ist in einem modernen Architekturstil errichtet worden, der vor allem auf helle Räume Wert legt. Alle Klassenräume, bis auf die beiden Werkräume, Kunsträume sowie die Fachräume sind mit einem interaktiven Whiteboard, einer Dokumentenkamera und einem PC  ausgestattet, die Räume für die damals verfügbaren Notebook-Klassen, die mangels Nachfrage mittlerweile nicht mehr angeboten werden, verfügen außerdem über Steckdosen an jedem Sitzplatz. In der Schule sind zahlreiche Sitzecken eingerichtet, es stehen zwei Tischtennisplatten und ein Basketballkorb zur Verfügung. Zudem werden weitere Sportartikel wie Badminton- oder Hockeyschläger für die „bewegte Pause“  angeboten.

## Lage
Die Schule befindet sich im Schul- und Sportzentrum Veitshöchheims neben der Dreifachturnhalle und dem Sportplatz. In der Nähe gelegen sind die Eichendorff-Haupt- und Grundschule und das Berufsförderungswerk, das auch von den Schülern für das Mittagsessen genutzt wird.